# Hemofília A
L'hemofília A és una deficiència genètica del factor VIII de la coagulació, que provoca un augment del sagnat i que sol afectar els homes. En la majoria dels casos s'hereta com un tret recessiu lligat a l'X, encara que hi ha casos que sorgeixen de mutacions espontànies.
La medicació amb factor VIII es pot utilitzar per tractar i prevenir l'hemorràgia en persones amb hemofília A.

## Signes i símptomes
El fenotip de l'hemofília A té una gamma força àmplia de símptomes que abasten tant episodis d'hemorràgia interna com externa. Les persones amb hemofília més greu tendeixen a experimentar hemorràgies més intenses i freqüents, mentre que les persones amb hemofília lleu solen presentar símptomes més lleus, tret que se sotmetin a procediments quirúrgics o traumatismes importants. Les persones amb hemofília moderada poden presentar símptomes variables, que es troben dins de l'espectre entre les formes greus i lleus.